# 法兰西共同体
法兰西共同体（法語：Communauté française）又譯法蘭西國協，是一个已解散的国家联盟，作为法兰西联邦的继任者，是法国与其部分殖民地形成的一种特殊的国家关係，其形成与第五共和国宪法的规定有关。
在阿尔及利亚的一百万法国殖民者下定决心，反对任何可能推进阿尔及利亚独立的行动，并于在1958年5月13日镇压了在阿尔及尔爆发的大规模示威活动。这一事件促使之前的游击战升级为阿尔及利亚战争，并引发了法国国内的政治危机，并最终导致法兰西第四共和国的崩溃。戴高乐将军的权力被约束且被迫制定一部新宪法。最初戴高乐似乎响应了在阿的法国人的期望，他甚至某次曾以高喊“法兰西的阿尔及利亚”（Algerie Française）结束讲话，表示他会支持他们。但是据说他私下表示，他没有意图为了一百万法国移民的利益，而维持对九百万阿尔及利亚人的控制。他的态度在随后的新宪法中得到了证明，新宪法保障了法国海外领地对完全独立的诉求权利。
在1958年9月28日，整个法蘭西聯盟（1946年起为法兰西殖民帝国的继承者）举行了公民投票，新宪法获得了除法屬几内亚外的所有海外领地赞同。海外领地的领地议会自宪法公布后有四个月的时间，也就是说，至1959年2月4日前，根据新宪法第76和第91条中，从下列选项中选择一个：

1. 维持自身法国海外领地的地位
2. 成为法兰西共同体的成员国
3. 成为法国海外省。

没有海外领地选择成为海外省，科摩罗群岛、法属波利尼西亚、法属索马里兰、新喀里多尼亚、圣皮埃尔和密克隆群岛的海外领土选择保持自己的地位，达荷美、法属苏丹、马达加斯加、毛里塔尼亚、尼日尔、塞内加尔、上沃尔特、乌班吉沙里、象牙海岸、乍得、中刚果选择成为法共体成员国，一些成员随后改过国号。

## 架构
共同体主要机构有主席（法国总统兼任）、执行委员会、参议院和仲裁法庭。执行委员会在运作上并无权力，且在1961年3月仅举行两期后宣告解散。而参议院方面，因为法国并不想成为“自己殖民地的殖民地”，因此非洲国家实际上并没有形成投票集团的可能，因为他们需要参加法国政党才能获得投票权。

## 解散
1960年6月至11月，12个法共体成员国家先后正式宣告独立。至1961年底，达荷美、尼日尔、上沃尔特、象牙海岸、马里、毛里塔尼亚先后退出了法共体。法共体参议院也随之于1961年解散。然而剩下的成员国并未正式退出法共体。自此以后，法国主要靠法语、合作协定和法郎区同这些国家维系关系。直至1995年8月4日，法国宪法中关于法共体的条文才根据议会通过的95-880号修正案决议正式移除。

## 成員
- 1959年共同體成員國
- 1961年共同體成員國

直至1961年，法蘭西共同體的組成部分如下：
- 法蘭西共和國——所有居民皆法國公民，同時參與總統及法國議會選舉。法蘭西共和國包含：
  - 法國本土，包括科西嘉
  - 海外省。其行政及立法大權由法國本土所有，但每個海外省允許制定由本土通過的地區憲法：
    -  法屬圭亞那
    -  瓜德羅普及其屬地
    -  馬提尼克
    -  留尼汪

  - 海外領土。擁有本地普選誕生的地區議會，總督由中央指派。法屬南部及南極洲領土由於無永久定居居民，由巴黎直接管轄。
    -  科摩罗群岛
    -  法屬玻里尼西亞
    -  法屬索馬利蘭
    -  法属南部和南极领地
    -  新喀里多尼亞及其屬地
- 法共體成員國
  -  中非
  -  刚果共和国
  -  達荷美
  -  加彭
  -  法國
  -  馬達加斯加
  -  毛里塔尼亚
  -  尼日尔
  -  塞内加尔
  -  阿尔及利亚

雖然在共同體內只有一種公民身份，但共同體內的其他成員國並不構成法蘭西共和國，法國中央政府亦賦予其較高的自治權。各成員國允許擁有自己的憲法。法共體的權力僅限於外交政策、國防、貨幣、財經政策、國家戰略，以及（除非有另外說明）司法、高等教育、國際及本地交通、電信。:11
法共體還包含聯合國託管領土法屬喀麥隆、法屬多哥蘭，以及與英國共治的新赫布里底群島共管地。